# Včelařství

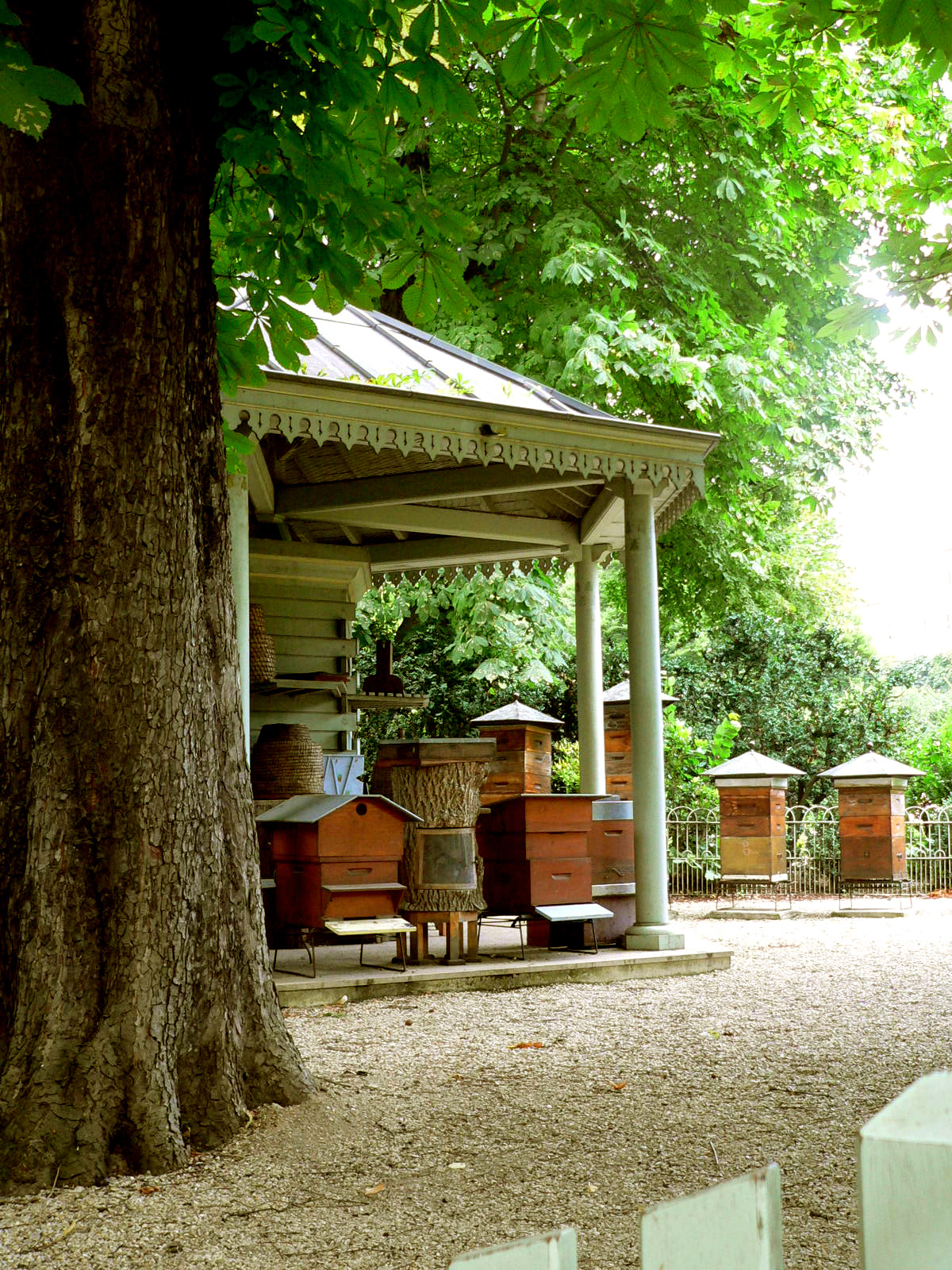
Včelí úly

Včelařství je jeden z nejstarších oborů lidské činnosti. Předmětem je chov včely medonosné. Výstupními produkty jsou med, vosk, propolis, rouskový pyl, perga, mateří kašička a včelí jed. Významným výstupem včelařské činnosti je též opylení rostlin. Včelaření se v Česku věnují z velké části malovčelaři ze záliby. Včelařství je však také profesionálním oborem realizovaným na včelích farmách.

## Ekologický a ekonomický význam
Ve vyspělých zemích Evropy je včelaření v důsledku industriální ekologické zátěže a zavlečení cizopasníka kleštíka včelího jediným nástrojem, kterým lze udržet včelu v přírodě a chránit tak celý ekosystém před kolapsem.
Včely mají proti ostatním hmyzím opylovačům podstatnou přednost: zimu přečkává celé včelstvo v počtu 10 000 až 15 000 jedinců. Záhy na jaře je tedy díky vyzimovanému včelstvu k dispozici množství výkonných a nenahraditelných opylovačů, zatímco nepočetní jedinci ostatních druhů hmyzu teprve zakládají nové generace svého potomstva.
Včelařství jako zemědělský obor má význam při řízeném opylování. Úly umístěné na kočovných vozech se přisunují k hmyzosnubným zemědělským plodinám v době květu. Využívá se tak jedné důležité vlastnosti včely – věrnosti květu. Včela se vrací k témuž druhu kvetoucí rostliny po celé období kvetení. Pro kvetoucí zemědělskou monokulturu (řepka, slunečnice) se tak stává opylovací činnost včely ekonomicky významným činitelem.

## Historie

Skalní kresba ze starší doby kamenné v Cueva de la Araña (ES)

Med byl hlavním a nejrozšířenějším sladidlem v evropské kuchyni prakticky až do zavedení průmyslové výroby cukru.
Sběr medu zobrazují jeskynní malby ve Španělsku z konce starší doby kamenné. Nejznámější je 12 tisíc let stará skalní kresba objevená v Pavoučí jeskyni (Cueva de la Araña) v Bicorp u Valencie. V zemích Blízkého východu je doložen chov včel v hliněných džbánech už v období 5.000 let př. n. l. a tímto způsobem se tam včely chovají dodnes.

### Středověk
Z 9. století se dochovala zpráva arabských cestovatelů Ibn Rusta a Ibn Mahmuda Gordiziho, že poddaní knížete Svatopluka chovají včely v dřevěných nádobách a z medu vyrábějí opojný nápoj.
V latinských listech církevních a světských hodnostářů přemyslovské doby se často zmiňuje včelaření jako součást ekonomické hodnoty poddanského území. Olomoucký biskup Bruno ve svých listinách rozlišoval včely v lese a při usedlostech. V r. 1267 nechal zřídit zahrady pro včely ve Svitavách, Mohelnici a Kelči.
Ve 14. století přišla ze sousedních německých zemí technologická novinka „hromadná těžba“ medu a vosku z lesních brtí (tzv. brtnictví). Brtníci organizovaným způsobem šplhali po stromech a z včelami obsazených dutin vylamovali části medných plástů. Karel IV. vydal první patent týkající se včelařství v norimberské oblasti. Tento patent se stal vzorovým pro podobné listiny i v českých zemích.
Ve středověku si společnost včelařů velmi vážila, včelaři měli vlastní cechy, mohli nosit zbraň, měli zvláštní práva a vlastní, tzv. včelařský soud.
Postupně převažoval chov v přenosných úlech v blízkosti obydlí nad brtnictvím. Nejjednodušším typem úlu byly kláty, které se zhotovovaly z ručně vydlabaných částí kmenů. Dalším používaným materiálem byla sláma, rákos, palach nebo proutí. Následným vývojovým stupněm byla v 18. století kruhová košnice.

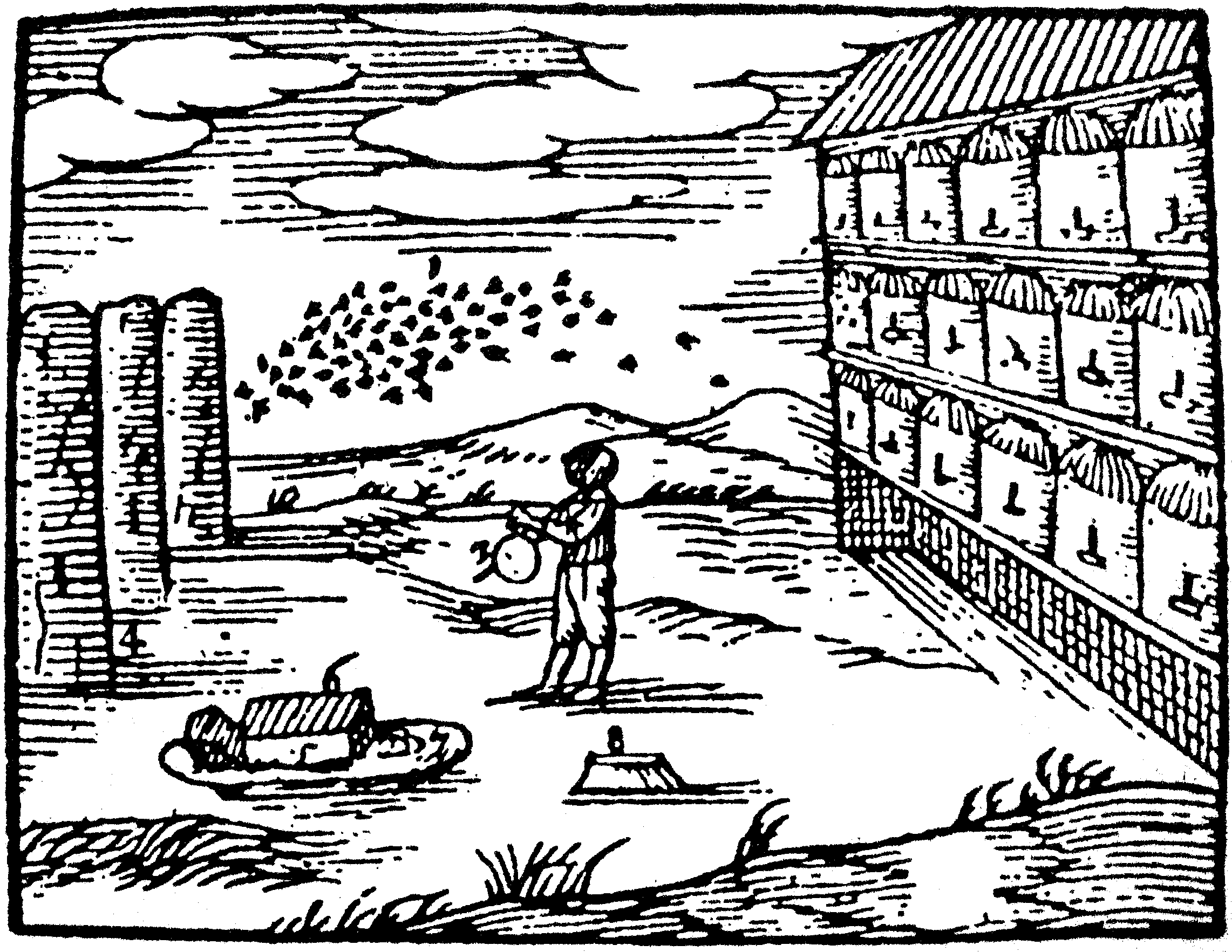
Chov včel na počátku novověku (J. A. Komenský)

### 18. století
Dne 8. dubna 1775 podepsala Marie Terezie (1740–1780) včelařský patent pro Moravu. Tímto právním dokumentem, který si podržel platnost až do r. 1950, se mj. ustavila včelařská škola ve Starém Brně, držitelé včelstev byli zbaveni jakýchkoliv daňových břemen a svým způsobem i nevolnických povinností. Císař Josef II. (1780–1790) uložil farářům rozumět selskému hospodaření. Včelaření se stalo součástí vzdělávání v kněžských seminářích. Průkopníky lidového včelaření se tak stávali především venkovští kněží.
Kláty i koše měly jednu nevýhodu: prohlídka včelstva nebyla možná bez narušení nebo zničení díla. Švýcarský chovatel včel François Huber hledal řešení v konstrukci tzv. rámkového úlu, do kterého bylo možné nahlédnout.

### 19. století
19. století, označované za století vynálezů a velkých objevů, se takto projevilo i v chovu včel:
Roku 1835 vyvinul Moravan Jan Wunder včelí úl s pohybujícími se plástvemi a roku 1850 vystavoval své razítko základu včelí plástve.
Slezan Jan Dzierżon v r. 1845 veřejně pojednal o svém objevu – partenogenezi trubců. Také zdokonalil Huberův úl tak, že nechal včely stavět plásty na laťky volně uložené u stropu úlu.
Německý včelař August von Berlepsch dále zdokonalil Dzierżoňův systém tím, že uzavřel včelí plást do dřevěného rámku.

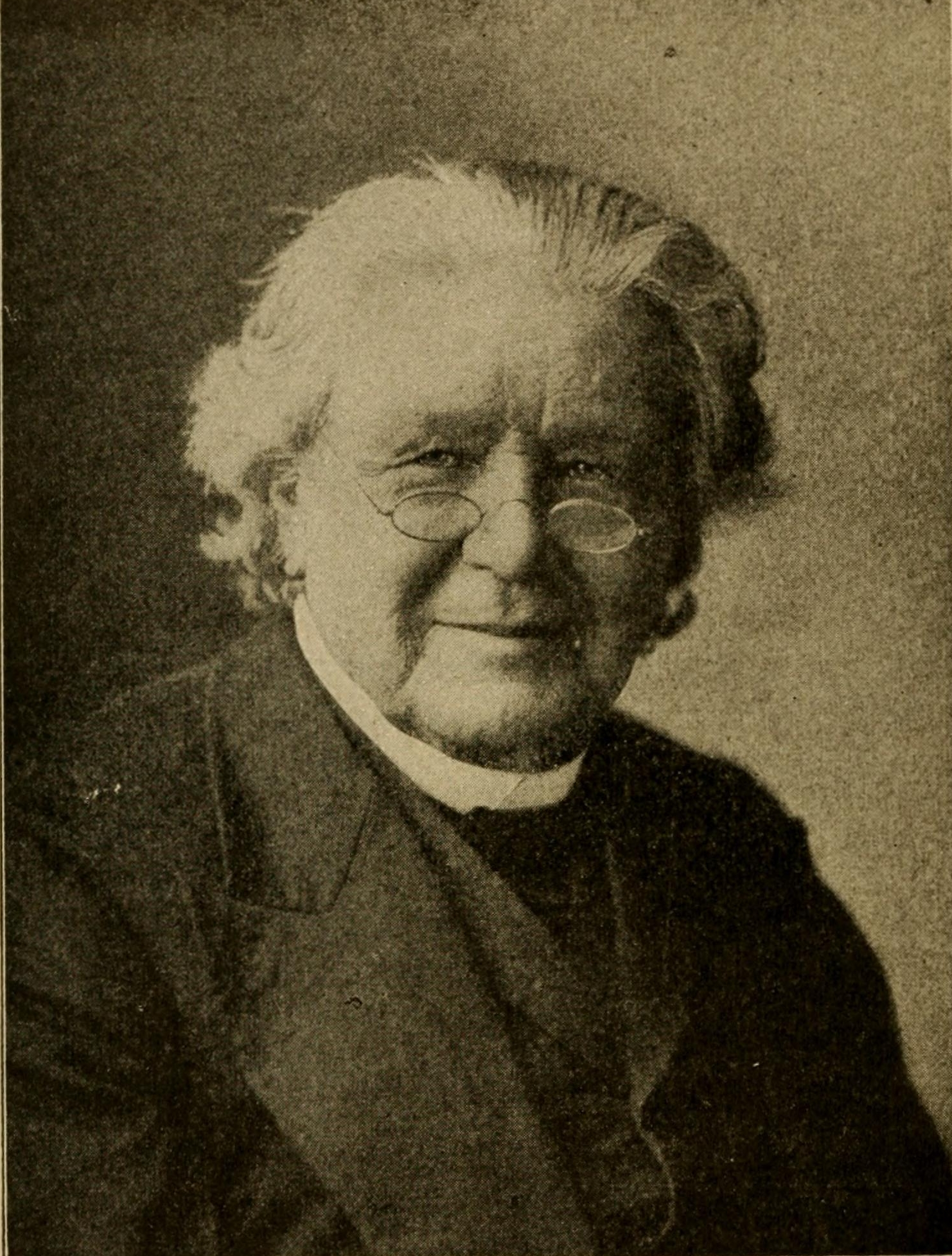
Lorenzo Langstroth (1810–1895)

V roce 1852 patentoval americký včelař Lorenzo Langstroth objev „včelí mezery“. Ze „včelí mezery“ vychází konstrukce úlu, která nese jméno objevitele. Langstrotův úlový systém je dnes známý v celém světě.
Pro včelaře především na Moravě a ve Slezsku byl významným datem 24. listopad 1854. V Ditrichštejnském paláci (nyní Moravské muzeum) v Brně byl ustaven včelařský odbor pro Moravu a Slezsko.
V září roku 1865 major rakouské armády Franz von Hruschka předvedl v Brně na sjezdu rakouských a německých včelařů svůj významný vynález – medomet.
Rok 1866 dal vzniknout úlu zvanému Moravský stojan, rámkové míře 39 x 24 a v tomtéž roce se narodil František Adamec.
Stolařský mistr Johannes Mehring zhotovil umělou mezistěnu ze včelího vosku. V roce 1867 se o ní dozvěděla včelařská veřejnost v Brně. 30. září téhož roku vyšlo první číslo proslulého časopisu Včela brněnská.

### 20. století
Na začátku 20. století se včelaři začali více zajímat o včelí nákazy. Jednalo se především o varroázu, nosematózu a mor včelího plodu.
Významnou postavou přelomu 19. a 20. století byl už zmíněný František Adamec. Věnoval značné úsilí propagaci Langstrothova úlu. Výsledkem jeho snahy byl nakonec kompromis, kdy se za obecnou rámkovou míru začal považovat rozměr 39 × 24 cm. Ačkoliv byla tato míra používaná už od r. 1866 v tzv. Moravském stojanu, nesou rozměry rámku označení „Adamcova míra“. Z Langstrothova systému se ujala pouze myšlenka shora přístupného úlu.
V meziválečném období první Československé republiky všechny složky včelařství byly vedeny snahou o zvýšení odbytu medu. Med začal být prezentován nejen jako do té doby uznávaný lék, ale též jako výživná potravina. Nabyté zkušenosti vedly v r. 1938 v Brně k založení Ústředny medu – odbytového družstva. Nacistická okupace o rok později znamenala útlum a zastavení dalšího rozvoje včelařského spolkového a hospodářského života.
Poválečná obnova organizovaného včelaření byla v českých zemích poznamenána řevnivostí a nejednotou. Nástupem komunismu byla celá zbývající struktura zrušena. 4. dubna 1949 byly ustaveny nesvéprávné základní organizace řízené přes krajské orgány ústředím Zemědělské jednoty. Atmosféru té doby ilustruje oficiální názor orgánu státní moci z r. 1953: „…z důvodů státně-politických tak důležité národně hospodářské odvětví, kterým je včelařství, nemůže trvale zůstat v soukromých rukou.“ Tehdejší ředitel včelařského výzkumu prof. Jaroslav Svoboda vynaložil velké úsilí za využití konexí na ministerstvu, aby odvrátil hrozbu absurdního znárodnění včelstev.
Charakteristickým znakem jednotně organizovaného včelaření v 2. polovině 20. století bylo zavádění velkovčelínů. Od roku 1949 ve státních lesích, v roce 1950 v zemědělských družstvech a roku 1951 na státních statcích. V roce 1956 předvedla stolárna družstva v Brně svůj první kočovný vůz. Byla to odpověď na tzv. „celospolečenskou objednávku opylování rostlinstva“ a součást výzvy „Včelaři na kola!“
Šedesátá léta se stala počátkem intenzivní plemenářské práce zejména uplatňováním inseminace včelích matek.
Sedmdesátá a osmdesátá léta byla v Československu ve znamení počátku včelaření v nízkonástavkových prostorových úlech. Díky průkopníkům Valentovi, Boháčovi a dr. Ptáčkovi začínají včelaři s chovem silných včelstev. Byl navržen zdokonalený Langstrotův úl s čtvercovým půdorysem – tenkostěnný nástavkový úl Optimal.
V listopadu 1980 vznikl v Brně kolem dr. Ptáčka Kroužek nízkonástavkového včelaření, který sdružoval členy se zájmem o jednoduché postupy ošetřování včelstev v prostornějších úlech – bez rozdílu rozměrů a provedení.
22. června 1990 byl zaregistrován Český svaz včelařů jako občanské sdružení chovatelů včel (fyzické i právnické osoby) a příznivců včelařství.
Další organizace sdružující včelaře byla založena 8. 12. 2000 v Praze pod názvem Pracovní společnost nástavkových včelařů (PSNV-CZ). Svým programem se přihlásila do velké rodiny evropských společností nástavkových včelařů.

## Organizace včelařství v Česku

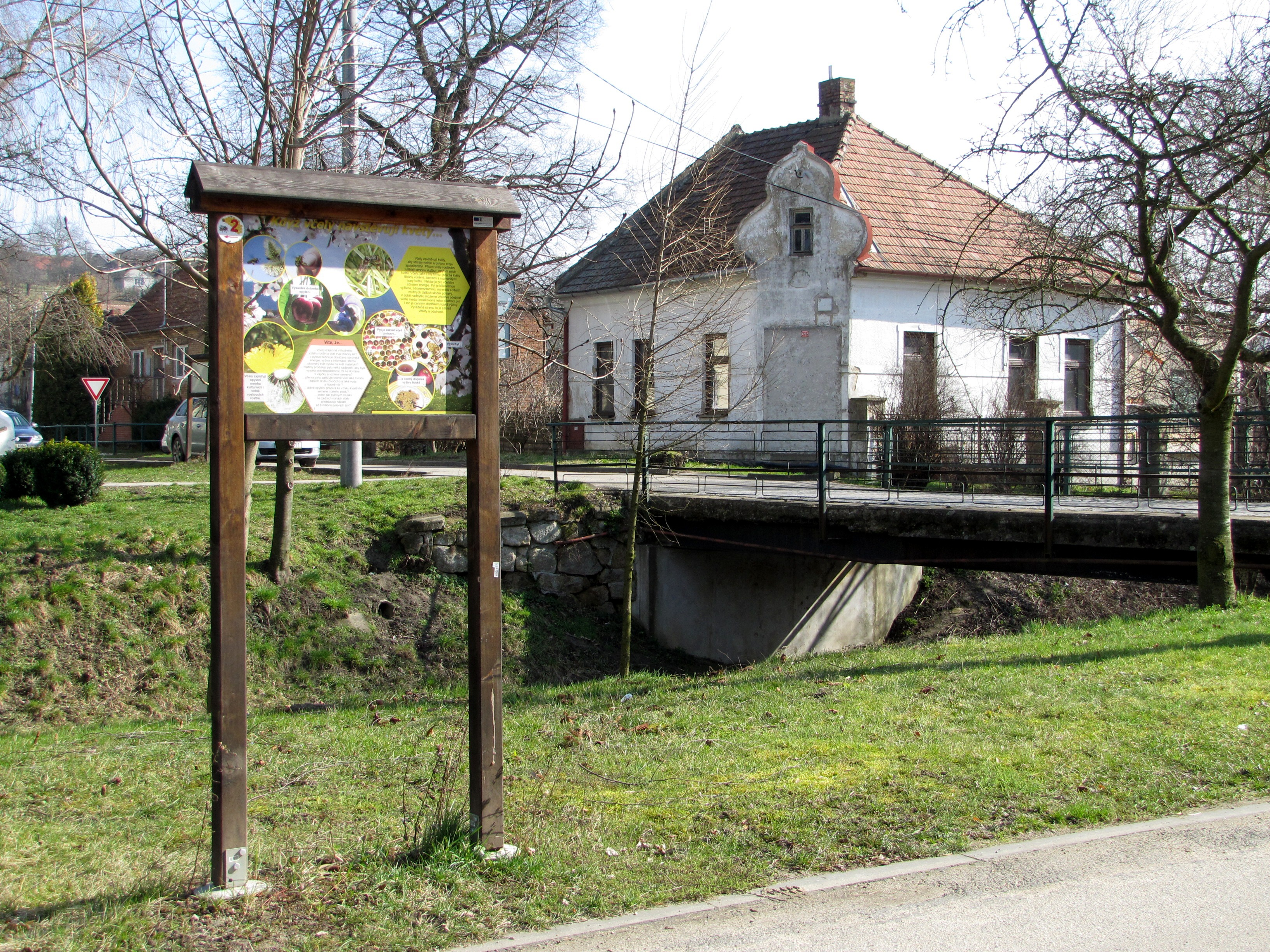
Včelařská naučná stezka v Kyjově-Bohuslavicích

V Česku se chovem včel zabývalo v roce 2003 více než 53 000 včelařů ošetřujících 518 000 včelstev.
| Rok  | Počet včelařů | počet včelstev |
| ---- | ------------- | -------------- |
| 2005 | 49824         | 551681         |
| 2008 | 45604         | 461086         |
| 2020 | 64105         | 694086         |
| 2022 | 65042         | 715462         |

V současnosti (rok 2020) Český svaz včelařů eviduje přes 54 tisíc členů, což představuje 85 % všech včelařů v Česku; v jejich péči je na 575 000 včelstev. Česko tak patří mezi státy s nejvyšší organizovaností chovatelů včel na světě.
ČSV prostřednictvím okresních výborů koordinuje činnost základních organizací na úrovni jednotlivých obcí nebo skupin obcí.
Pracovní společnost nástavkových včelařů ČR (PSNV-CZ) je organizace sdružující včelaře, kteří uplatňují chov v nástavkových úlech nejčastěji v Langstrothově systému.
Uvedené spolky nejsou vnímány jako konkurenční, jejich členská základna se překrývá.
V Česku je včela zařazena mezi hospodářská zvířata. Z tohoto pohledu se na chov včel vztahují obecně závazné právní předpisy. Včelařství jako obor patří do kompetence Ministerstva zemědělství ČR.

## Studium oboru včelařství v Česku
Včelařství jako akreditovaný studijní obor (41-51-H/02 Včelař) lze od roku 2011 studovat jako dvouleté dálkové studium na SOU Blatná., tříleté denní i dálkové studium oboru včelař nabízí SOU včelařské Nasavrky a dálkové tříleté ŠECR Jihlava.
Na vysokých školách poté například na Fakultě veřejnosprávních a ekonomických studií v Uherském Hradišti, a to jak na bakalářském, tak na magisterském stupni studia, a to v rámci programu Správa v oblasti včelařského provozu a udržitelná správa krajiny.

## Zootechnika včelařství (obecné zásady)

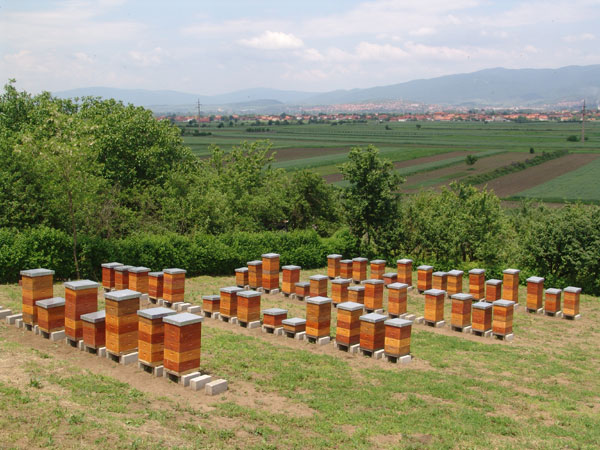
Nástavkové úly volně na včelnici

Včela medonosná patří k hospodářsky významnému hmyzu a je pro své užitkové vlastnosti chována v prostředí člověkem uměle vytvořeném. Na rozdíl od jiných druhů hospodářských zvířat nelze považovat včelu za organismus domestikovaný v pravém slova smyslu. Včelí instinkty důležité pro přežití v přírodě zůstávají chovem nezměněny. Šlechtitelské zásahy ovlivňují intenzitu projevů některých vlastností (bodavost, užitkovost). Vytvořené změny nemají trvalý ráz; pomine-li šlechtitelský tlak, vlastnosti včelstva se po několika generacích matek vracejí k výchozímu stavu.
Ošetřování včelstva vyžaduje respektování jeho zákonitostí. Chovatel-včelař je v pozici toho, který usměrňuje podmínky pro život včelstva, aby nic nebránilo jeho harmonickému rozvoji, a tak se dosáhlo maximálního uplatnění shromažďovacího pudu včel, tedy hromadění zásob medu resp. pylu.

### Podzim

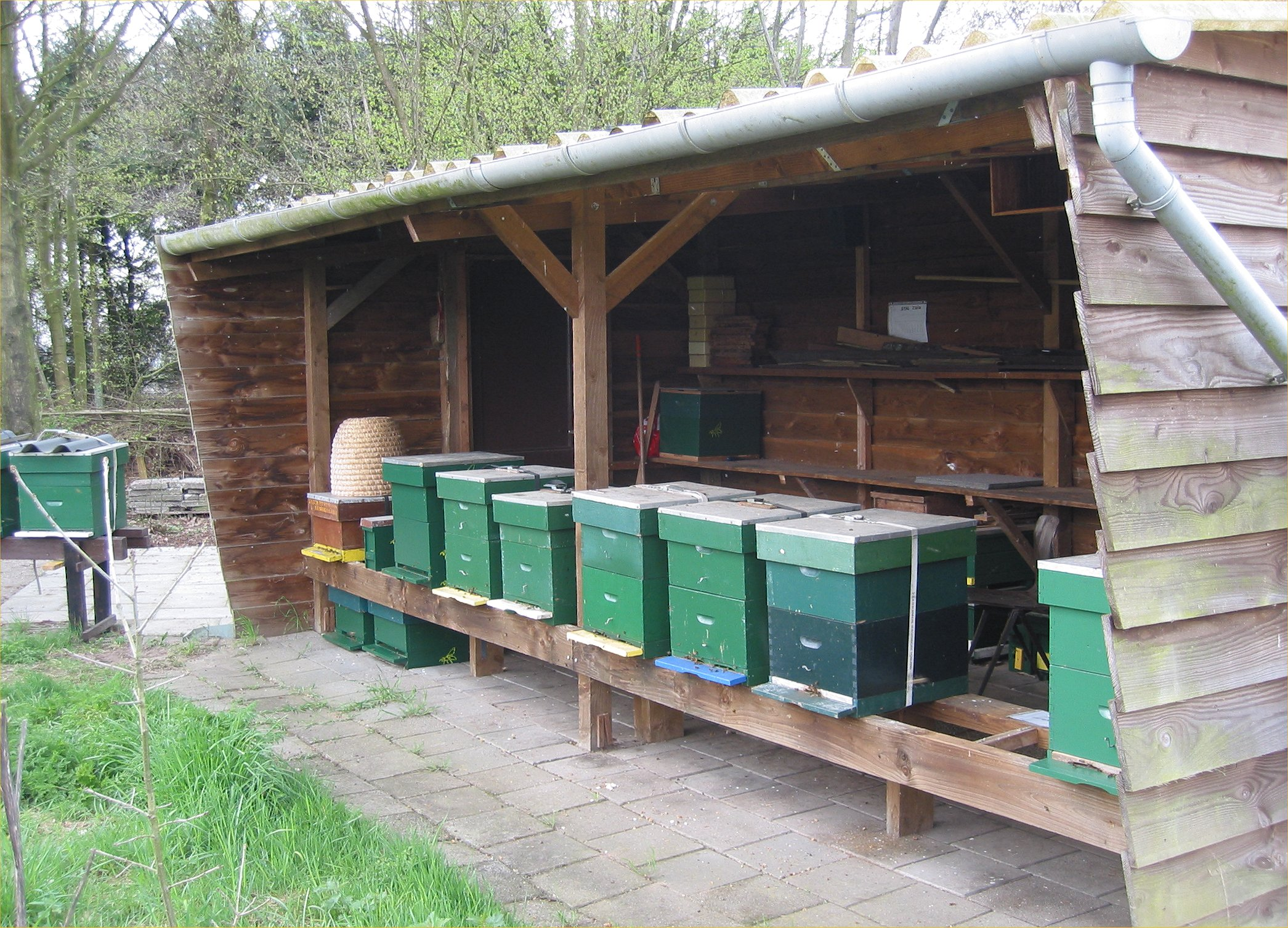
Krytá včelnice

Včelařův rok začíná na podzim měsícem září. Včelstvo opatřené zimními glycidovými zásobami tlumí svou aktivitu. Včelař opatří česno úlu zábranou proti vniknutí škůdců (myš, rejsek). Klidový režim je nejdůležitější. Každé vyrušení zesiluje aktivitu včelstva na úkor zimních zásob.
S nástupem chladného podzimního počasí včelstvo vytváří zimní chumáč. V období, kdy denní teploty ještě vystoupí nad 10 °C (říjen– listopad), provádí se povinné léčení včel fumigací proti parazitu kleštíku včelímu. Léčení se opakuje 3x s několikadenním odstupem. Na podložce úlu je pozorovatelný spad parazitického roztoče a lze tak hodnotit úroveň napadení. Léčivo lze aplikovat také při nižších teplotách aerosolem na bázi acetonu pomocí aerosolového vyvíječe.

### Zima

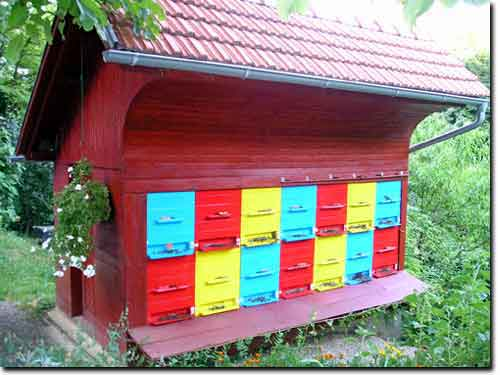
Včelín

V zimním období dohlíží včelař na klid kolem úlů. Zabezpečí, aby měl (mechanický odpad živého včelstva) byla zachycována na podložce úlu po celý měsíc prosinec a leden. Takto shromážděná měl se povinně zasílá k laboratornímu vyšetření a hodnotí se úspěšnost podzimního léčení proti kleštíku včelímu. Ze získaných dat se vytvoří plošný obraz intenzity zamoření parazitem na celém území Česka jako podklad pro další veterinární opatření.

### Předjaří
V únoru, někdy už koncem ledna, se očekává první prolet včel. Slunečné počasí při teplotě nad 16 °C je pro včelstvo signálem k hromadnému opuštění úlu. Včely vyprazdňují výkalový vak. Prolet je důležitým faktorem z hlediska hygieny a zdravotního stavu včelstva. Podle něj lze vizuálně kontrolovat sílu a vitalitu včelstva po přezimování.

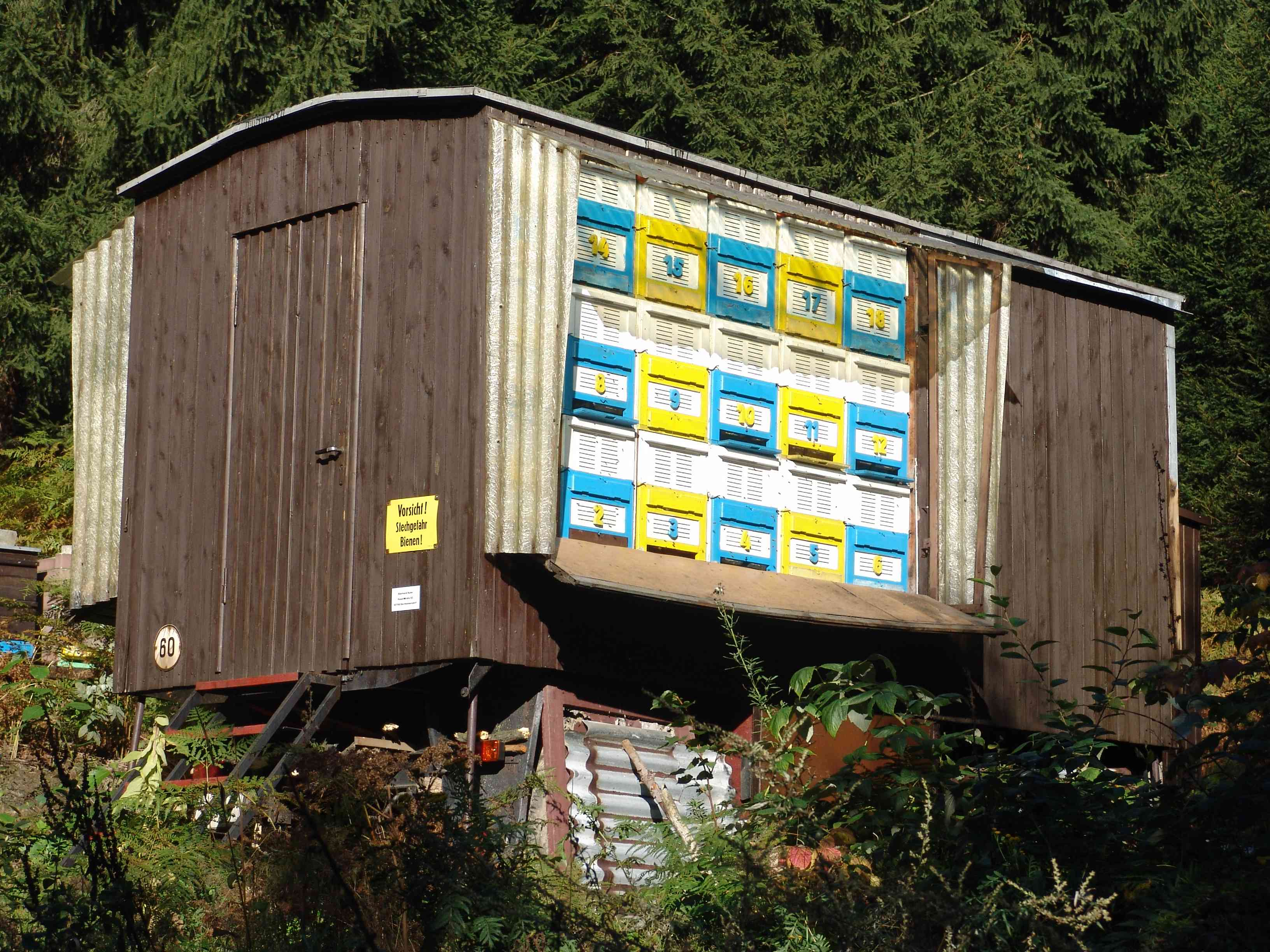
Kočovný vůz

S rozkvětem prvních pylodárných rostlin (jíva, olše, javor) spolu se zvyšující se teplotou začíná plodování včelstva. Podle nakladených vajíček včelař usuzuje na přítomnost matky. Kontroluje stav glycidových zásob a případně doplní rezervními zásobními plásty.

### Jaro

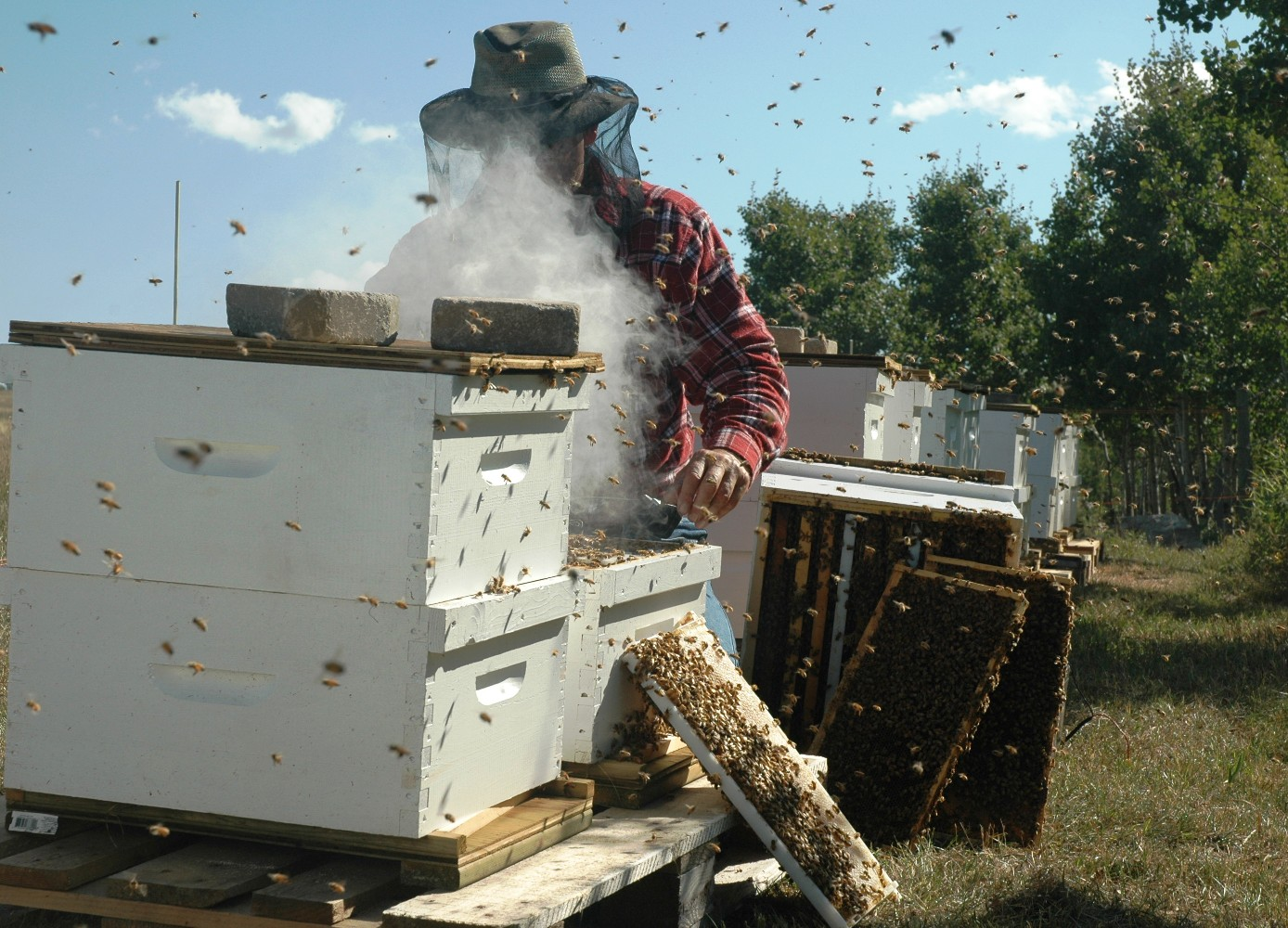
Prohlídka včelstva v Langstrothově úlu

Měsíc duben je ve znamení nárůstu plodování. Včelař rozšiřuje plodové hnízdo mezistěnami. Podle potřeby dokrmuje medným roztokem. Na konci měsíce dubna za květu třešně ptačí nastává důležitý předěl mezi:
- vyrovnávacím plodováním, kdy se včelstvo dostávalo pozvolna do snůškové kondice
- a strmým rozvojem od května až do letního slunovratu

Květen je měsícem jarní snůšky. Kvetou ovocné stromy a monokultury řepky. Zkušený včelař nasazuje medník a rozšiřuje plodové hnízdo (u nástavkových úlů vkládáním nástavku s mezistěnami). Nedostatek prostoru v úlu, ale i další příčiny vedou k rojové náladě. V takovém případě včelař pozoruje výskyt matečníků ve včelstvu. Vyrojení včelstva se předchází tvorbou oddělku. Od včelstva se oddělí, umožní-li to typ úlu, i polovina spolu s jedním matečníkem. Rovnováha hmyzího společenství je narušena. Rojová nálada vymizí a včely v oddělku si z matečníku vychovají novou matku. Tvorba oddělku je zároveň jedním ze způsobů množení včelstev.
Po odkvětu ovocných stromů ustává přechodně snůšková aktivita. Podle obsahu medníku lze poprvé posoudit úspěšnost včelařského roku. Je čas prvního vytáčení medu. V nepříznivém roce se první vytáčení nekoná. V horských oblastech se čeká pravidelně až na hlavní letní snůšku.
Jaro od dubna do poloviny června je vhodným obdobím pro chov matek.

### Léto
O letním slunovratu je včelstvo na vrcholu svého rozvoje. Před tímto mezníkem začíná letní hlavní snůška, která je většinou vázána na kvetení lip a akátů. Po ukončení snůšky jsou včelstvu odebrány zásoby medu pro hlavní vytáčení. Včelstvo však nesmí být ponecháno bez zásob. Neprodleně se zahajuje tzv. krmení. V pravém slova smyslu jde o doplnění zásob na zimu. Viz též tekuté cukry.
Včelař krmítkem různého typu dodává do úlu 60% roztok řepného cukru nebo podobného krmiva. Včely roztok zpracovávají podobně jako nektar květů a ukládají do plástů jako zimní zásoby. Podle typu úlu a technologie včelaření se dodává 12–20 kg cukru na včelstvo.

### Podletí
Po zakrmení se doporučuje vložit do úlu odpařovač kyseliny mravenčí. Páry koncentrované kyseliny včelám neškodí, avšak negativně ovlivňují rozvoj kleštíka včelího. Po deseti dnech se odpařovač vyjímá a nasazuje se ještě jednou na konci srpna či začátkem září.
Vykazuje-li včelstvo přes léto zvýšený spad kleštíka na podložku úlu (10 za den a více), po odebrání zásob se do úlu vkládají pásky kontaktního léčiva GABON.

## Získání medu
Pro získání medu z pláství se používá tzv. medomet. Tímto způsobem získáme med v kapalném stavu. Před využitím medu je dobrý nechat vytočený med na 24 hodin odložit, aby nečistoty zůstaly na hladině, abychom mohly lépe nečistoty odstranit, po odstranění nečistot můžeme med nalít do sklenic pro budoucí konzumaci, popřípadě udělat tzv. cukerné těsto pro nakrmení včel, pokud jejich zásoby nestačí.
Cukerné těsto se vytváří pomocí dvou surovin, mezi které patří cukr moučka a med.

### Literatura

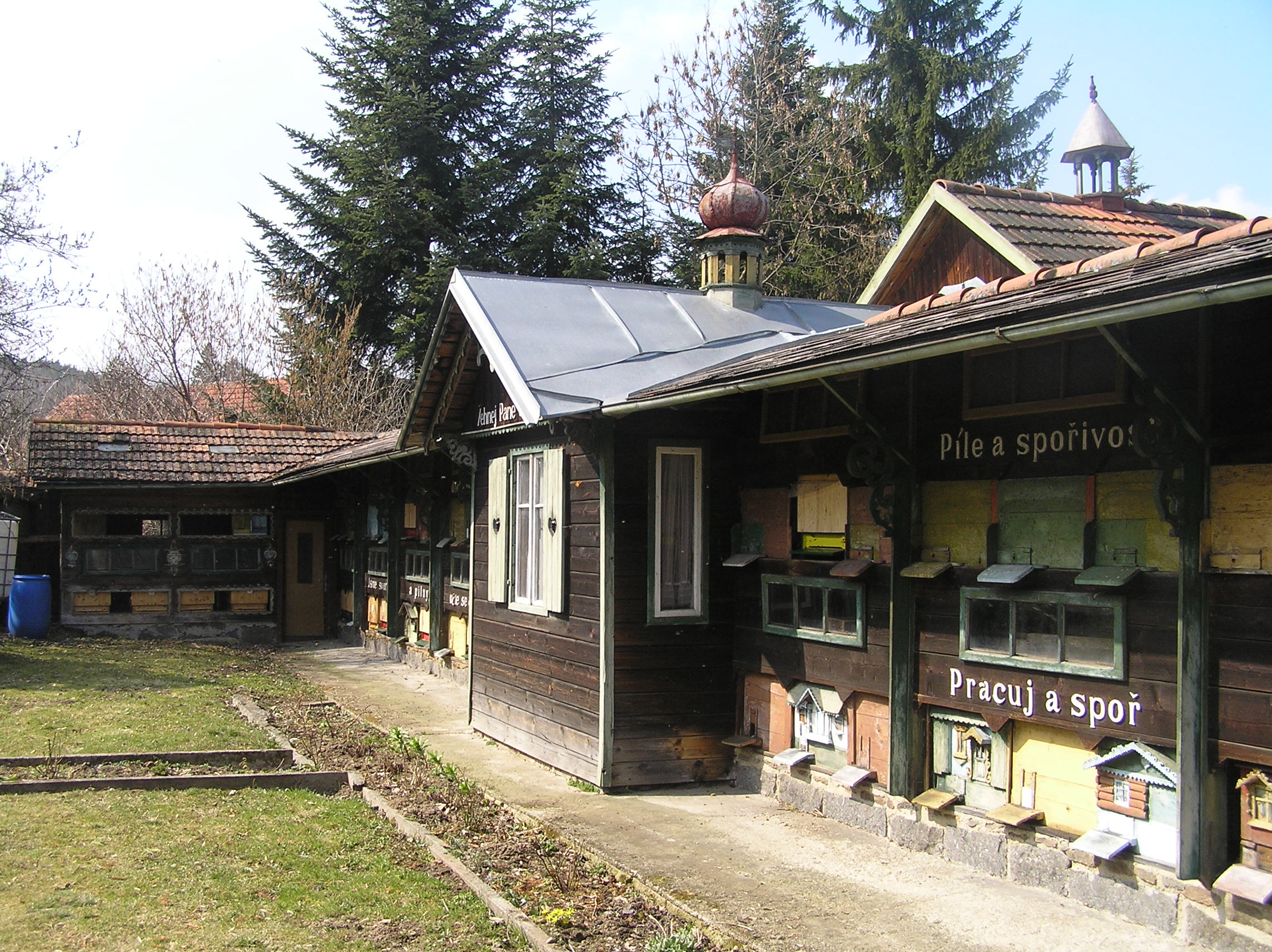
Pozoruhodný včelín v Krušlově, vybudovaný Josefem Machem